# Roma contra Roma
Roma contro Roma es una película italiana de 1964, de género peplum, dirigida por Giuseppe Vari y protagonizada por John Drew Barrymore y Ettore Manni en los papeles principales.

## Argumento
En la guerra entre Roma y Armenia, el brujo Aderbab (John Drew Barrymore) crea un ejército de fantasmas, haciendo uso de sus conocimientos de magia negra. El centurión romano Gaius (Ettore Manni) será enviado por Roma para investigar el caso y enfrentarse a ellos.

## Comentarios
En Estados Unidos la película se tituló Rome Against Rome y también War of the zombies (La guerra de los zombis), lo que causó que fuera considerada erróneamente como del género Cine de zombis. 
Pertenece al subgénero de peplum fantástico, ya en las postrimerías de éste. Cuenta con la peculiaridad de ser la primera película europea en tratar el tema de los zombis, aunque con un claro precedente en El gabinete del doctor Caligari. Estos muertos vivientes no son mostrados con la iconografía habitual de cadáveres putrefactos sino como guerreros traslúcidos, más parecidos a fantasmas.
- Datos: Q3441181